# 林孝平
林孝平（英語：HP Lin，1958年7月1日—2021年），生於台灣，企業家，曾任智原科技總經理、晶心科技總經理，為円星科技創辦人及董事長。

## 生平
大學就讀國立台灣大學電機工程系，1981年取得工學士。留學美國，於加利福尼亞大學聖巴巴拉分校取得電機碩士。碩士畢業後進入Cadence公司工作，在公司合併後，繼續於益華電腦工作。回台灣後，任職於聯電公司電腦輔助設計部門，為經理。
1993年，聯電投資成立智原科技，林孝平帶著電腦輔助設計部門同仁，參與創立。1997年，智原總經理石克強離職，自行創辦創意電子，林孝平接任總經理。2005年，蔡明介創辧晶心科技，由林孝平兼任總經理，由智原借調人員來協助晶心科技。
2011年，因主張在先進製程上投入更多資源，與智原董事長宣明智理念不合，遭拔除智原科技總經理職位，林孝平帶領部份智原科技下屬，創辦円星科技。
林孝平幼年曾罹患小兒麻痺症，行走不便，曾多次開刀。2018年，右腿坐骨神經受傷。於2021年因癌症過世。

## 家庭
其妻陳慧玲。

## 相關事件

### 馬英九政治獻金案
由於宣明智曾於2007年餐會中，集資捐給馬英九政治獻金2億元，特偵組於2015年偵查是否違反政治獻金規定。林孝平參與調查，他宣稱並未參加此餐會，也未捐出政治獻金給馬英九。